# Puta (mitologia)
Na mitologia romana, de acordo com Arnóbio, Puta é uma deusa menor da agricultura, que preside a poda das árvores.
De acordo com uma versão, a etimologia do seu nome viria do latim, e seu significado literal seria "poda". Os festivais em honra a esta deusa celebravam a poda das árvores e, durante estes dias, as suas sacerdotisas alegadamente manifestavam-se exercendo um bacanal sagrado (durante o qual se prostituíam) honrando a deusa. Um mito urbano comum relacionado com esta deusa é que significado corrente do termo "puta" e suas variações nas línguas românicas deriva do seu nome.